# Antiblemma leucospila
Antiblemma leucospila là một loài bướm đêm trong họ Erebidae.